# In the Valley of Gods
In the Valley of Gods (с англ. — «В долине богов») — компьютерная инди-игра в жанре квест с видом от первого лица, разработка которой приостановлена на неопределённое время. Разрабатывалась американской компанией Campo Santo в 2016—2019 годах. Издателем планировался Valve для Microsoft Windows, macOS и Linux.

## Сюжет
События игры разворачиваются в Египте в 1920-х годах. Главная героиня, кинематографист Рашида, отправляется в пустыню в поисках «невероятной археологической находки»; в прошлом Рашида неким образом опозорила себя, и для неё это путешествие — последний шанс восстановить репутацию. Рашиду сопровождает другая женщина по имени Зора — бывший партнёр, с которой героиня «обещала себе никогда не работать».

## Разработка
Игра была анонсирована на церемонии The Game Awards в декабре 2017 года; в первом трейлере игры героини с камерами пробираются через древние руины и встречают рассвет.
Выпуск игры был намечен на 2019 год, но разработка затормозилась из-за поглощения Campo Santo компанией Valve и перевода сотрудников на другие проекты, такие как Half-Life: Alyx, Dota Underlords; в конце 2019 года сооснователь студии Джейк Родкин объявил, что In the Valley of Gods отложена на неопределенный срок, хотя и не отменена.
В январе 2023 на странице игры в Steam была установлена новая дата выхода игры — декабрь 2029 года, однако никаких официальных заявлений от студии не поступало.